# Bóng đá tại Thế vận hội Mùa hè 2024 – Giải đấu Nam – Bảng D
Bảng D của giải bóng đá nam tại Thế vận hội Mùa hè 2024 diễn ra từ ngày 24 đến ngày 30 tháng 7 năm 2024. Bảng này bao gồm các đội tuyển Israel, Nhật Bản, Mali và Paraguay. Hai đội đứng đầu giành quyền vào vòng đấu loại trực tiếp.

## Các đội tuyển
| Vị trí | Đội tuyển | Nhóm | Liên đoàn | Tư cách vượt qua vòng loại                         | Ngày vượt qua vòng loại | Tham dự Thế vận hội | Tham dự gần nhất | Thành tích tốt nhất    |
| ------ | --------- | ---- | --------- | -------------------------------------------------- | ----------------------- | ------------------- | ---------------- | ---------------------- |
| D1     | Nhật Bản  | 1    | AFC       | Vô địch Cúp bóng đá U-23 châu Á 2024               | 29 tháng 4 năm 2024     | 11 lần              | 2020             | Huy chương Đồng (1968) |
| D2     | Paraguay  | 2    | CONMEBOL  | Vô địch Giải bóng đá tiền Thế vận hội Nam Mỹ 2024  | 11 tháng 2 năm 2024     | 2 lần               | 2004             | Huy chương Bạc (2004)  |
| D3     | Mali      | 3    | CAF       | Hạng 3 Cúp bóng đá U-23 các quốc gia châu Phi 2023 | 7 tháng 7 năm 2023      | 1 lần               | 2004             | Hạng 5 (2004)          |
| D4     | Israel    | 4    | UEFA      | Top 3 Giải vô địch bóng đá U-21 châu Âu 2023       | 2 tháng 7 năm 2023      | 2 lần               | 1976             | Hạng 5 (1968)          |

1. ↑  Các đội đủ điều kiện đến từ châu Á chưa được xác định ở thời điểm bốc thăm.

## Bảng xếp hạng
| VT | Đội      | ST | T | H | B | BT | BB | HS | Đ | Giành quyền tham dự                 |
| -- | -------- | -- | - | - | - | -- | -- | -- | - | ----------------------------------- |
| 1  | Nhật Bản | 3  | 3 | 0 | 0 | 7  | 0  | +7 | 9 | Đi tiếp vào vòng đấu loại trực tiếp |
| 2  | Paraguay | 3  | 2 | 0 | 1 | 5  | 7  | −2 | 6 | Đi tiếp vào vòng đấu loại trực tiếp |
| 3  | Mali     | 3  | 0 | 1 | 2 | 1  | 3  | −2 | 1 |                                     |
| 4  | Israel   | 3  | 0 | 1 | 2 | 3  | 6  | −3 | 1 |                                     |

Ở vòng tứ kết,
- Đội nhất bảng D là Nhật Bản đấu với đội nhì bảng C là Tây Ban Nha.
- Đội nhì bảng D là Paraguay đấu với đội nhất bảng C là Ai Cập.

## Các trận đấu

### Nhật Bản vs Paraguay
| Nhật Bản                                        | 5–0      | Paraguay |
| ----------------------------------------------- | -------- | -------- |
| - Mito 18', 63' - Yamamoto 69' - Fujio 81', 87' | Chi tiết |          |

| Nhật Bản | Paraguay |

| GK               | 1  | Leo Kokubo             |     |     |
| RB               | 4  | Sekine Hiroki          | 57' |     |
| CB               | 5  | Kimura Seiji           |     |     |
| CB               | 15 | Kota Takai             | 50' |     |
| LB               | 16 | Ohata Ayumu            |     | 81' |
| CM               | 7  | Yamamoto Rihito        |     | 73' |
| CM               | 8  | Fujita Joeru Chima (c) |     |     |
| RW               | 14 | Mito Shunsuke          |     | 73' |
| AM               | 10 | Saito Koki             |     | 73' |
| LW               | 17 | Yu Hirakawa            |     | 35' |
| CF               | 11 | Hosoya Mao             |     |     |
| Thay người:      |    |                        |     |     |
| FW               | 18 | Sato Kein              |     | 35' |
| MF               | 13 | Araki Ryotaro          |     | 73' |
| FW               | 9  | Fujio Shota            |     | 73' |
| MF               | 6  | Sota Kawasaki          |     | 73' |
| DF               | 3  | Nishio Ryuya           |     | 81' |
| Huấn luyện viên: |    |                        |     |     |
| Ōiwa Gō          |    |                        |     |     |

| GK                  | 1  | Gatito Fernández  |       |     |
| CB                  | 14 | Fabián Balbuena   |       |     |
| CB                  | 3  | Ronaldo De Jesús  | 80'   |     |
| CB                  | 5  | Gilberto Flores   |       |     |
| RM                  | 10 | Wílder Viera      | 25'   |     |
| CM                  | 8  | Diego Gómez (c)   |       | 82' |
| CM                  | 6  | Marcos Gómez      |       |     |
| LM                  | 4  | Daniel Rivas      |       | 82' |
| RF                  | 17 | Gustavo Caballero |       | 62' |
| CF                  | 7  | Marcelo Fernández | 8'    | 62' |
| LF                  | 15 | Julio Enciso      |       | 74' |
| Thay người:         |    |                   |       |     |
| FW                  | 9  | Kevin Parzajuk    |       | 62' |
| FW                  | 18 | Marcelo Pérez     |       | 62' |
| DF                  | 2  | Alan Núñez        |       | 74' |
| DF                  | 13 | Alexis Cantero    |       | 82' |
| MF                  | 11 | Enso González     | 90+5' | 82' |
| Huấn luyện viên:    |    |                   |       |     |
| Carlos Jara Saguier |    |                   |       |     |

| Trợ lý trọng tài: Cyril Mugnier (Pháp) Mehdi Rahmouni (Pháp) Trọng tài thứ tư: Jelena Cvetković (Serbia) Trợ lý trọng tài video: Jérôme Brisard (Pháp) Trợ lý tổ trợ lý trọng tài video: David Coote (Anh) |

### Mali vs Israel
| Mali          | 1–1      | Israel                 |
| ------------- | -------- | ---------------------- |
| - Doumbia 63' | Chi tiết | - H. Diallo 56' (l.n.) |

| Mali | Israel |

| GK                | 1  | Lassine Diarra      |       |     |
| RB                | 17 | Ahmed Diomandé      | 90+1' |     |
| CB                | 4  | Mamadou Tounkara    |       |     |
| CB                | 3  | Hamidou Diallo      |       |     |
| LB                | 2  | Fodé Doucouré       |       |     |
| RM                | 8  | Boubacar Traoré (c) |       |     |
| CM                | 18 | Moussa Diakité      |       |     |
| CM                | 13 | Brahima Diarra      |       | 74' |
| LM                | 11 | Thiemoko Diarra     |       |     |
| CF                | 10 | Salam Jiddou        |       | 74' |
| CF                | 9  | Cheickna Doumbia    |       |     |
| Thay người:       |    |                     |       |     |
| FW                | 14 | Demba Diallo        |       | 74' |
| MF                | 6  | Coli Saco           |       | 74' |
| Huấn luyện viên:  |    |                     |       |     |
| Alou Badra Diallo |    |                     |       |     |

| GK               | 1  | Omer Nir'on        |  |     |
| RB               | 12 | Noam Ben Harush    |  |     |
| CB               | 2  | Ilay Feingold      |  |     |
| CB               | 4  | Stav Lemkin        |  |     |
| LB               | 3  | Sean Goldberg      |  |     |
| RM               | 11 | Liel Abada         |  | 67' |
| CM               | 6  | Omri Gandelman (c) |  |     |
| CM               | 14 | Ayano Preda        |  | 46' |
| LM               | 10 | Oscar Gloukh       |  | 82' |
| CF               | 13 | Elad Madmon        |  | 46' |
| CF               | 9  | Dor Turgeman       |  |     |
| Thay người:      |    |                    |  |     |
| MF               | 17 | Ido Shahar         |  | 46' |
| MF               | 8  | Ethan Azoulay      |  | 46' |
| FW               | 7  | Osher Davida       |  | 67' |
| MF               | 15 | Adi Yona           |  | 82' |
| Huấn luyện viên: |    |                    |  |     |
| Guy Luzon        |    |                    |  |     |

| Trợ lý trọng tài: Isaac Trevis (New Zealand) Bernard Mutukera (Quần đảo Solomon) Trọng tài thứ tư: Saíd Martínez (Honduras) Trợ lý trọng tài video: Leodán González (Uruguay) Trợ lý tổ trợ lý trọng tài video: Daiane Muniz (Brasil) |

### Israel vs Paraguay
| Israel                       | 2–4      | Paraguay                                                |
| ---------------------------- | -------- | ------------------------------------------------------- |
| - Gandelman 53' - Gloukh 80' | Chi tiết | - M. Fernández 25', 90+6' - Enciso 69' - Balbuena 90+3' |

| Israel | Paraguay |

| GK               | 1  | Omer Nir'on        |     |        |
| RB               | 12 | Noam Ben Harush    |     |        |
| CB               | 4  | Stav Lemkin        |     | 90+10' |
| CB               | 3  | Sean Goldberg      |     |        |
| LB               | 2  | Ilay Feingold      |     |        |
| RM               | 8  | Ethan Azoulay      | 81' |        |
| CM               | 6  | Omri Gandelman (c) |     |        |
| CM               | 10 | Oscar Gloukh       |     |        |
| LM               | 17 | Ido Shahar         |     | 72'    |
| CF               | 9  | Dor Turgeman       |     | 72'    |
| CF               | 11 | Liel Abada         |     | 85'    |
| Thay người:      |    |                    |     |        |
| MF               | 15 | Adi Yona           |     | 72'    |
| FW               | 13 | Elad Madmon        |     | 72'    |
| FW               | 7  | Osher Davida       |     | 85'    |
| DF               | 16 | Or Israelov        |     | 90+10' |
| Huấn luyện viên: |    |                    |     |        |
| Guy Luzon        |    |                    |     |        |

| GK                  | 1  | Gatito Fernández  |       |           |
| RB                  | 2  | Alan Núñez        |       |           |
| CB                  | 14 | Fabián Balbuena   |       |           |
| CB                  | 3  | Ronaldo De Jesús  |       |           |
| LB                  | 4  | Daniel Rivas      |       |           |
| RM                  | 18 | Marcelo Pérez     |       | 90+9'     |
| CM                  | 8  | Diego Gómez (c)   |       |           |
| CM                  | 6  | Marcos Gómez      |       |           |
| LM                  | 11 | Enso González     |       | 14'       |
| CF                  | 15 | Julio Enciso      |       |           |
| CF                  | 7  | Marcelo Fernández |       | 90+9'     |
| Thay người:         |    |                   |       |           |
| FW                  | 17 | Gustavo Caballero | 45+1' | 14' 90+1' |
| FW                  | 9  | Kevin Parzajuk    |       | 90+1'     |
| FW                  | 5  | Gilberto Flores   |       | 90+9'     |
| DF                  | 16 | Fernando Román    |       | 90+9'     |
| Huấn luyện viên:    |    |                   |       |           |
| Carlos Jara Saguier |    |                   |       |           |

| Trợ lý trọng tài: Micheal Barwegen (Canada) Lyes Arfa (Canada) Trọng tài thứ tư: Ramon Abatti (Brasil) Trợ lý trọng tài video: Ivan Bebek (Croatia) Trợ lý tổ trợ lý trọng tài video: Rodrigo Carvajal (Chile) |

### Nhật Bản vs Mali
| Nhật Bản       | 1–0      | Mali |
| -------------- | -------- | ---- |
| - Yamamoto 82' | Chi tiết |      |

| Nhật Bản | Mali |

| GK               | 1  | Leo Kokubo             |       |     |
| RB               | 4  | Sekine Hiroki          |       |     |
| CB               | 15 | Kota Takai             |       |     |
| CB               | 3  | Nishio Ryuya           | 45+1' |     |
| LB               | 16 | Ohata Ayumu            |       |     |
| DM               | 8  | Fujita Joeru Chima (c) | 28'   |     |
| CM               | 7  | Yamamoto Rihito        |       | 89' |
| CM               | 13 | Araki Ryotaro          |       | 57' |
| RF               | 20 | Fuki Yamada            |       | 69' |
| CF               | 11 | Hosoya Mao             |       |     |
| LF               | 10 | Saito Koki             |       | 57' |
| Thay người:      |    |                        |       |     |
| FW               | 9  | Fujio Shota            |       | 57' |
| MF               | 14 | Mito Shunsuke          |       | 57' |
| FW               | 18 | Sato Kein              |       | 69' |
| MF               | 6  | Sota Kawasaki          |       | 89' |
| Huấn luyện viên: |    |                        |       |     |
| Ōiwa Gō          |    |                        |       |     |

| GK                | 1  | Lassine Diarra      |     |     |
| RB                | 17 | Ahmed Diomandé      |     |     |
| CB                | 4  | Mamadou Tounkara    |     |     |
| CB                | 5  | Ibrahima Cissé      |     |     |
| LB                | 2  | Fodé Doucouré       |     |     |
| DM                | 18 | Moussa Diakité      |     |     |
| CM                | 10 | Salam Jiddou        | 55' | 70' |
| CM                | 8  | Boubacar Traoré (c) |     |     |
| RF                | 13 | Brahima Diarra      |     | 77' |
| CF                | 9  | Cheickna Doumbia    |     |     |
| LF                | 11 | Thiemoko Diarra     |     |     |
| Thay người:       |    |                     |     |     |
| MF                | 12 | Issouf Sissokho     |     | 70' |
| FW                | 14 | Demba Diallo        |     | 77' |
| Huấn luyện viên:  |    |                     |     |     |
| Alou Badra Diallo |    |                     |     |     |

| Trợ lý trọng tài: Neuza Back (Brasil) Fabrini Bevilaqua (Brasil) Trọng tài thứ tư: Jelena Cvetković (Serbia) Trợ lý trọng tài video: Daiane Muniz (Brasil) Trợ lý tổ trợ lý trọng tài video: Héctor Paletta (Argentina) |

### Israel vs Nhật Bản
| Israel | 0–1      | Nhật Bản       |
| ------ | -------- | -------------- |
|        | Chi tiết | - Hosoya 90+1' |

| Israel | Nhật Bản |

| GK               | 1  | Omer Nir'on        |     |     |
| RB               | 5  | Roy Revivo         |     |     |
| CB               | 4  | Stav Lemkin        |     |     |
| CB               | 3  | Sean Goldberg      |     |     |
| LB               | 2  | Ilay Feingold      | 72' |     |
| RM               | 8  | Ethan Azoulay      |     | 69' |
| CM               | 6  | Omri Gandelman (c) |     | 84' |
| CM               | 17 | Ido Shahar         | 16' | 46' |
| LM               | 10 | Oscar Gloukh       |     |     |
| CF               | 13 | Elad Madmon        |     | 46' |
| CF               | 11 | Liel Abada         |     |     |
| Thay người:      |    |                    |     |     |
| MF               | 14 | Ayano Preda        |     | 46' |
| FW               | 9  | Dor Turgeman       |     | 46' |
| MF               | 15 | Adi Yona           |     | 69' |
| FW               | 7  | Osher Davida       |     | 84' |
| Huấn luyện viên: |    |                    |     |     |
| Guy Luzon        |    |                    |     |     |

| GK               | 1  | Leo Kokubo          |  |     |
| RB               | 21 | Takashi Uchino      |  |     |
| CB               | 2  | Suzuki Kaito        |  |     |
| CB               | 3  | Nishio Ryuya        |  |     |
| LB               | 5  | Kimura Seiji        |  |     |
| RM               | 20 | Fuki Yamada         |  | 61' |
| CM               | 7  | Yamamoto Rihito (c) |  | 46' |
| CM               | 6  | Sota Kawasaki       |  | 79' |
| LM               | 13 | Araki Ryotaro       |  | 79' |
| CF               | 18 | Sato Kein           |  |     |
| CF               | 9  | Fujio Shota         |  |     |
| Thay người:      |    |                     |  |     |
| FW               | 19 | Asahi Uenaka        |  | 46' |
| MF               | 14 | Mito Shunsuke       |  | 61' |
| FW               | 11 | Hosoya Mao          |  | 79' |
| MF               | 8  | Fujita Joeru Chima  |  | 79' |
| Huấn luyện viên: |    |                     |  |     |
| Ōiwa Gō          |    |                     |  |     |

| Trợ lý trọng tài: Walter López (Honduras) Christian Ramírez (Honduras) Trọng tài thứ tư: Odette Hamilton (Jamaica) Trợ lý trọng tài video: David Coote (Anh) Trợ lý tổ trợ lý trọng tài video: Ovidiu Hațegan (România) |

### Paraguay vs Mali
| Paraguay          | 1–0      | Mali |
| ----------------- | -------- | ---- |
| - M. Fernández 5' | Chi tiết |      |

| Paraguay | Mali |

| GK                  | 1  | Gatito Fernández     | 90+11' |     |
| RB                  | 2  | Alan Núñez           |        |     |
| CB                  | 14 | Fabián Balbuena      |        |     |
| CB                  | 3  | Ronaldo De Jesús     |        |     |
| LB                  | 4  | Daniel Rivas         |        |     |
| RM                  | 7  | Marcelo Fernández    | 58'    | 88' |
| CM                  | 6  | Marcos Gómez         |        | 70' |
| CM                  | 8  | Diego Gómez (c)      | 45+7'  | 88' |
| LM                  | 13 | Alexis Cantero       |        |     |
| CF                  | 18 | Marcelo Pérez        | 38'    |     |
| CF                  | 15 | Julio Enciso         |        | 82' |
| Thay người:         |    |                      |        |     |
| MF                  | 20 | Ángel Cardozo Lucena | 71'    | 70' |
| DF                  | 5  | Gilberto Flores      |        | 82' |
| FW                  | 17 | Gustavo Caballero    | 90+12' | 88' |
| FW                  | 9  | Kevin Parzajuk       |        | 88' |
| Huấn luyện viên:    |    |                      |        |     |
| Carlos Jara Saguier |    |                      |        |     |

| GK                | 1  | Lassine Diarra      |        |     |
| RB                | 17 | Ahmed Diomandé      |        |     |
| CB                | 5  | Ibrahima Cissé      | 90+8'  |     |
| CB                | 4  | Mamadou Tounkara    |        |     |
| LB                | 2  | Fodé Doucouré       |        |     |
| DM                | 18 | Moussa Diakité      |        | 78' |
| CM                | 10 | Salam Jiddou        |        | 46' |
| CM                | 8  | Boubacar Traoré (c) |        |     |
| RF                | 6  | Coli Saco           |        |     |
| CF                | 9  | Cheickna Doumbia    | 90+8'  |     |
| LF                | 11 | Thiemoko Diarra     |        | 32' |
| Thay người:       |    |                     |        |     |
| FW                | 13 | Brahima Diarra      |        | 32' |
| FW                | 7  | Wilson Samaké       |        | 46' |
| FW                | 14 | Demba Diallo        |        | 78' |
| Án kỷ luật khác:  |    |                     |        |     |
| MF                | 15 | Fodé Doucouré       | 90+12' |     |
| Huấn luyện viên:  |    |                     |        |     |
| Alou Badra Diallo |    |                     |        |     |

| Trợ lý trọng tài: Andrey Tsapenko (Uzbekstan) Timur Gaynullin (Uzbekstan) Trọng tài thứ tư: Glenn Nyberg (Thụy Điển) Trợ lý trọng tài video: Jérôme Brisard (Pháp) Trợ lý tổ trợ lý trọng tài video: Khamis Al-Marri (Qatar) |

## Kỷ luật của bảng đấu
Điểm kỷ luật sẽ được sử dụng như một tiêu chí xếp hạng nếu thành tích tổng thể và thành tích đối đầu của các đội bằng nhau. Điểm này được tính dựa trên số thẻ vàng và thẻ đỏ nhận được trong tất cả các trận đấu vòng bảng như sau:
- thẻ vàng thứ nhất: trừ 1 điểm;
- thẻ đỏ gián tiếp (thẻ vàng thứ hai): trừ 3 điểm;
- thẻ đỏ trực tiếp: trừ 4 điểm;
- thẻ vàng và thẻ đỏ trực tiếp: trừ 5 điểm;

Chỉ một trong các khoản trừ trên được áp dụng cho một cầu thủ trong một trận đấu.
| Đội      | Trận 1   | Trận 1                                    | Trận 1 | Trận 1            | Trận 2   | Trận 2                                    | Trận 2 | Trận 2            | Trận 3   | Trận 3                                    | Trận 3 | Trận 3            | Điểm |
| Đội      | Thẻ vàng | Thẻ vàng · Thẻ vàng-đỏ (thẻ đỏ gián tiếp) | Thẻ đỏ | Thẻ vàng · Thẻ đỏ | Thẻ vàng | Thẻ vàng · Thẻ vàng-đỏ (thẻ đỏ gián tiếp) | Thẻ đỏ | Thẻ vàng · Thẻ đỏ | Thẻ vàng | Thẻ vàng · Thẻ vàng-đỏ (thẻ đỏ gián tiếp) | Thẻ đỏ | Thẻ vàng · Thẻ đỏ | Điểm |
| -------- | -------- | ----------------------------------------- | ------ | ----------------- | -------- | ----------------------------------------- | ------ | ----------------- | -------- | ----------------------------------------- | ------ | ----------------- | ---- |
| Israel   |          |                                           |        |                   | 1        |                                           |        |                   | 2        |                                           |        |                   | –3   |
| Nhật Bản | 2        |                                           |        |                   | 2        |                                           |        |                   |          |                                           |        |                   | –4   |
| Mali     | 1        |                                           |        |                   | 1        |                                           |        |                   | 3        |                                           |        |                   | –5   |
| Paraguay | 2        |                                           | 1      |                   | 1        |                                           |        |                   | 6        |                                           |        |                   | –13  |